# أوسكار ديل سولار
أوسكار ديل سولار (بالإسبانية: Óscar del Solar)‏ هو مدرب كرة قدم ولاعب كرة قدم تشيلي، ولد في 2 يونيو 1958 في كونثبثيون في تشيلي. لعب مع نادي كونسيبسيون ‏.